# Godang
Godang is een bestuurslaag in het regentschap Bener Meriah van de provincie Atjeh, Indonesië. Godang telt 218 inwoners (volkstelling 2010).